# 大口環道
大口環道（英語：Sandy Bay Road）是香港的一條道路，位於港島薄扶林沙灣。道路呈U形，兩端連接域多利道，南面則與沙灣徑交匯。

## 鄰近設施
- 大口環根德公爵夫人兒童醫院
- 東華三院馮堯敬醫院
- 東華三院賽馬會護理安老院
- 香港紅十字會甘迺迪中心
- 英基學校協會西島中學
- 協康會慶華中心
- 東華義莊

## 交匯道路
- 域多利道
- 沙灣徑